# Бабаковка (Белопольский район)
Бабаковка (укр. Бабаківка) — село,
Нововирковский сельский совет,
Белопольский район,
Сумская область,
Украина.
Код КОАТУУ — 5920686002. Население по переписи 2001 года составляет 85 человек .

## Географическое положение
Село Бабаковка находится на правом берегу реки Вижлица, недалеко от её истоков,
ниже по течению на расстоянии в 1,5 км расположено село Новый Мир (Бурынский район).
На расстоянии в 1,5 км расположено село Череватовка.
Рядом проходит железная дорога, станция Кошары.